# 土曜はナニする!?
『土曜はナニする!?』（どようはナニする）は、関西テレビ（カンテレ）の制作により、フジテレビ系列で2020年4月4日から毎週土曜日 8:30 - 10:25（JST）に放送中の情報バラエティ番組。

## 概要
2020年3月28日まで12年間にわたって放送されてきた、『にじいろジーン』の後継番組である。「知りたい!」「やってみたい!」「行ってみたい!」という視聴者の願望に応えるべく、週末を有意義に過ごすために役立つ最新の情報や話題を大阪からの生放送で届ける。大阪のスタジオから放送している関西テレビの番組では唯一の全国放送番組である。
MCには、前番組『にじいろジーン』で『にじいろミラクルチェンジ』のコーナー担当だった山里亮太（南海キャンディーズ）と宇賀なつみが起用された。山里が全国ネット向け朝の情報番組でMCを務めることや、宇賀がフリーアナウンサーとしてフジテレビ系列・全国ネット向けのテレビ番組・在阪局制作の番組でMCをレギュラーで担当することはいずれも初めてである。
当番組では、流行中の商品、話題の場所、トレンド情報、料理やフィットネスなどの10分間レッスン、ショートトリップにお勧めのスポットなどを紹介する。デヴィ・スカルノ（デヴィ夫人）が人生でまだ体験していないことに挑戦するVTRロケコーナー「デビュー夫人」も放送する。
初回視聴率は6.9%（ビデオリサーチ調べ・関東地区。以降も同様）を記録し、その後も5 - 6%台で推移している。
2022年4月2日からは、「にほんもの学校」（中田英寿のプロデュースによる日本各地へのロケ取材企画）を新たに放送。中田本人も、日本が誇る「うまいもの」「美しい場所」「職人の手仕事」を紹介する「ナビゲーター」としてロケ映像に登場する。
2022年12月31日放送分は大晦日と土曜日が重なっているが、山里が同日午前6時から午前8時30分までフジテレビ制作の『大みそか列島縦断LIVE 景気満開テレビ2022』に司会者として生出演する都合上、擬似生放送形式で事前収録した。
水曜日ではあるが、2024年1月3日14:30 - 16:00に初の特別番組『土曜はナニする!?お正月SP』が放送された。
2024年5月3日、幕張メッセ9-11ホールで開催されたファッションイベント『Rakuten GirlsAward 2024 SPRING/SUMMER』にて当番組のコーナー「イケドラ」とのコラボステージが敢行された。山里のほか、ゲストとして本田響矢とオードリー春日が出演した。
金曜日ではあるが、2025年1月3日14:30 - 16:00に特別番組第2弾『土曜はナニする!? presents 土曜はカニする!?北海道で大激突SP』が放送された。
2025年4月からは、後座番組である『サスティな!』（フジテレビ）が終了することに伴い、30分拡大して8:30 - 10:25の放送となる（一部地域は9:55に飛び降り）。1966年から続く関西テレビ制作土曜朝のワイドショーが115分へ放送時間を拡大するのは史上初となる。

## 現在の出演者

### MC
いずれも、一部のロケ企画のリポーターを兼務。
- 山里亮太（南海キャンディーズ）
  - 朝の情報番組では、『スッキリ』（2023年3月31日まで日本テレビ系列で平日に放送）の「天の声」（生放送中の影ナレーション）で知られていて、当番組の開始前に総合司会代理を担当したこともある。『DayDay.』（『スッキリ』の後継番組）でMCを務める2023年4月第2週以降も、土曜日には大阪の関西テレビ本社スタジオから当番組への出演を継続。
  - 当番組のタイトルロゴの「する」の部分には、トレードマークの眼鏡をあしらったイラストが組み込まれている。
  - 2022年8月6日放送回は新型コロナ感染による療養のため欠席。石田明（NON STYLE）が代役を務めた。
  - 2024年8月31日放送回は台風10号の影響により大阪への移動が困難となった事から宇賀と共に東京からリモート（テレワーク）で出演。見取り図が代役を務めた[注 2]。
- 宇賀なつみ
  - 2019年3月31日まで勤務していたテレビ朝日時代の後期（2014年3月31日からの5年間）にも、平日朝の情報番組にレギュラーで出演。『グッド!モーニング』の総合司会を経て、2015年9月28日から退社の当日まで、全国ネットの『羽鳥慎一モーニングショー』（『スッキリ』の裏番組）で初代アシスタントを務めていた。当番組では、本編（生放送パート）を山里と共同で進行する一方で、本編のエンディングに続いて放送されるインフォマーシャル（事前収録）へ出演している（番組開始当初は単独で登場）。
  - テレビ朝日アナウンサー時代から、土曜日の夜間に同局で放送されている『池上彰のニュースそうだったのか!!』のアシスタントを担当。『ニュースそうだったのか!!』が緊急生放送を実施する週には、当番組の本番終了後に帰京したうえで、テレビ朝日本社（東京都港区六本木）のスタジオから生放送パートを進行している（最初の該当日は2020年4月18日）。
  - 関西テレビが当番組のスタジオを備えた本社で制作する番組では、2022年に当番組への出演と並行しながら、『宇賀なつみの大阪府議会12のなるほど!』（大阪府議会の広報番組として1月9日から3月27日まで毎週日曜日の11:45 - 11:50に関西ローカルで放送）の「ナビゲーター」（司会兼大阪府議会議員へのインタビュアー）も務めていた。
  - 2022年7月16日・7月23日・7月30日（7月23日は収録）放送回は体調不良のちに新型コロナ感染による療養により欠席。7月16日は田中卓志（アンガールズ）、7月23日は石田明（NON STYLE）、7月30日はケンドーコバヤシが代役を務めた。
  - 2024年8月31日放送回は台風10号の影響により大阪への移動が困難となった事から山里と共に東京からリモートで出演。見取り図が代役を務めた[注 2]。

### お天気キャスター
- 舘山聖奈（関西テレビアナウンサー、2023年4月1日 - 2024年1月27日）
  - 産前産後休業中のため、2024年2月以降は出演なし。
- 堀田篤（関西テレビアナウンサー、2024年2月3日・3月9日・3月16日・3月30日・4月27日・5月11日・6月8日・6月22日・7月6日・7月20日・8月3日・8月17日・9月14日・9月28日・10月12日・11月9日・11月23日・12月21日・2025年1月18日・2月1日・2月15日・3月1日・4月5日）
  - 舘山の代役。不定期出演。

### 準レギュラー
下記の人物・コンビから、1名の女性と1名の男性（または1組の男性コンビ）が週替わりで出演。
- 乙葉
- 白石美帆
- 安めぐみ
- 村上知子（森三中）
- 渋谷凪咲
- 田中卓志（アンガールズ）
- 和牛（水田信二・川西賢志郎）
- ケンドーコバヤシ
- 石田明（NON STYLE）
- 前園真聖
- 河野純喜（JO1）

実際には準レギュラーに加えて、上記以外の人物が「ゲスト」として1名程度出演。番組の開始時点では、いずれの人物も関西テレビのスタジオへ登場することを想定していた。しかし、開始のタイミングが日本国内で新型コロナウイルスへの感染が拡大している時期と重なったことを踏まえて、第2回（2020年4月11日放送分）から同年6月13日放送分までは別の場所からの生中継による出演（リモート出演）で対応。感染拡大の一因とされる飛沫感染のリスクを回避するための暫定措置であったが、MCの山里・宇賀はこの期間中も関西テレビのスタジオへ出演しているため、スタジオ内のモニターに中継の映像を4分割方式で同時に映し出しながら生放送を進行していた。同年6月20日放送分から、関西テレビへのスタジオ出演を再開。ただし、準レギュラーやゲストの席には、いわゆる「社会的距離」に準じた間隔を空けている。

### VTRリポーター

#### 「デビュー夫人」
- デヴィ夫人

当初は、「デビュー夫人」のロケVTRにのみ登場する予定だったが、新型コロナウイルス感染拡大の影響で第2回の放送分を最後にロケを一時休止したため、第3回（2020年4月25日放送分）から第8回（同年5月30日放送分）までは自宅からの生中継を通じて出演していた。
- 斉藤慎二・太田博久（ジャングルポケット）
- 柴田英嗣（アンタッチャブル）
- かまいたち
- ダイアン
- 三四郎
- すゑひろがりず
- ロッチ
- 森田哲矢（さらば青春の光）

ロケの場合はデヴィ夫人に同行。デヴィ夫人が生中継で出演する場合にも、事前に別途収録した映像へ登場する。
ジャングルポケットからは、当初斉藤のみ出演。2020年6月6日放送分からのロケ再開以降は、太田も単独（または斉藤とのコンビ）でデヴィ夫人に同行することがある。

#### 「ヒットの秘密を探れ!クイズ王・伊沢のひらめきクエスト」
- 伊沢拓司

伊沢以外の出演者は回替わり。

#### 「すゑひろがりずのトレンドスタディ」
- すゑひろがりず

#### 「新スポットにお邪魔します!ためになったね～ジャーニー」
- もう中学生

#### 「やす子の週末福袋」
- やす子

#### 「本日開店！寿姉妹」
- 阿佐ヶ谷姉妹

## 過去の出演者

### 準レギュラー
- 川西賢志郎（2020年4月 - 2024年3月） - 和牛として出演していたが、コンビ解散後は出演がない。

### お天気キャスター
- 山本大貴（関西テレビアナウンサー、2020年4月4日 - 2022年9月17日・2024年12月7日）
- 橋本和花子（関西テレビアナウンサー、2022年10月1日 - 2023年3月18日）
- 片平敦（気象予報士、2024年8月31日）
  - 専門家の観点から台風10号について解説するために出演した。

## 現在の主なコーナー
2025年2月時点。

### レギュラーコーナー
やす子の週末福袋
令和のえびす顔芸人・やす子が視聴者のために福の詰まった特製福袋を作るコーナー。
予約が取れない10分ティーチャー
エクササイズ、料理、ペン字など、今話題の予約の取れない教室の先生をVTRで紹介。教室に通う時間もないアナタに、予約の取れない教室の授業を出演者とともに10分間の生体験！
最新のお天気（気象情報）
イケドラの前に放送。関西テレビのアナウンサーが日本全国の天気予報を、スタジオから単独で伝える。
ヒットの秘密を探れ!クイズ王・伊沢のひらめきクエスト
「東京大学出身のクイズ王」として名高い伊沢の冠ロケ企画で、2020年7月4日から「デビュー夫人」と隔週交代で放送していたが、現在は「やす子の週末福袋」と隔週交代で放送。伊沢・男性お笑い芸人一組・女性ゲストの3組が話題のスポットを訪れたうえで、そのスポットにちなんだクイズを解きながら人気の秘密を探る。
イケドラ
三者択一方式による視聴者へのプレゼントクイズと連動したオールロケ方式のショートドラマで、2020年7月4日からエンディング付近（09:45頃）に編成。話題のイケメン俳優が1人で演じる4、5話構成のストーリーを、1ヶ月単位で放送する。2020年8月からは女性役の声に声優を起用している。
ドラマへ登場するイケメン俳優が1ヶ月ごとに替わることや、「女性の視聴者とドライブデート」という設定のストーリーの中にクイズのヒントが隠されていることが特徴。放送翌日の23:59までに当番組の公式サイトから応募した視聴者のうち、正解者から抽選で20名に、当コーナーのロゴが入った番組オリジナルのクオカードを1枚ずつ贈呈する。
2024年12月より1ヶ月半単位、6話構成へ変更された。
日帰りぷらっとりっぷ
仲良し芸能人2くみが、自由気ままに街をぶらりとさんぽしながら、満喫する企画。撮影は2人が自分撮りで進める。

### 不定期コーナー
山ちゃんの目指せ!イケてる旦那さん
山里がDIYに初めて取り組むロケ企画で、2020年6月27日から放送。家具や小物などの作り方を教わりながら、実際に作った映像を放送した後に、スタジオで現物を披露する。
宇賀なつみのてくてく朝さんぽ
宇賀の単独出演による早朝街頭ロケ企画で、2020年7月25日から放送。朝ならではの風景や、朝ならではの発見の模様を紹介しながら、取材先の街の「朝の顔」を探し出す。
本日解禁!お届けミシュラン
ミシュランガイドで一つ星以上の評価を獲得している飲食店とのコラボレーションによる視聴者へのプレゼント企画。当該店舗のシェフが特別に作ったお取り寄せ用のグルメを紹介するとともに、希望する視聴者から抽選で若干名に進呈する。
公式サイトでは、応募者の個人情報をコラボレーション先の店舗と共有することなどへの承諾を条件に、放送の数日後まで応募を受付。当選者には、番組スタッフから電話で連絡したうえで、当選品を指定の住所へ発送する。
以前は毎週放送されていたが、現在は、他の不定期コーナーが放送される際に放送される。
すゑひろがりずのトレンドスタディ
ヒットが予想される最新トレンド（グルメ、家電、レジャーなど）を紹介している。
新スポットにお邪魔します!ためになったね〜ジャーニー
もう中学生と河合郁人が新スポットを紹介する企画で2022年1月8日から放送。

## 過去の主なコーナー
イケメシ
番組開始から毎週放送。話題のイケメンによるドライビングロケ企画のショートドラマで、イケてるメシ（小粋な飲食店）を紹介していた。第1回〜第9回は出演者が本人役で出演するが、第10回のみ別の役名が付いた。また、第10回はサブタイトルが後継コーナーの「イケドラ」と同じ形式に変更され、4話完結のストーリーとなった。
2020年6月27日の放送をもって終了したが、イケメン俳優・アイドルによるドライビングロケ企画のショートドラマは「イケドラ」に引き継がれた。
コレを見れば1週間がわかる!今週の急上昇ワード10
Yahoo! JAPAN・リアルタイム検索で基にその週に急上昇したワードをランキング形式で紹介する、注目のキーワードを紹介する、HOTけないワードがある。
おうちでナニする!?
週末おうちで楽しく過ごせるグルメやアイテムを紹介する。
今さらながら初体験!デビュー夫人
デヴィ夫人がこれまで体験していないことにデビュー（初めて挑戦）する企画。ロケを実施する場合には、「執事」という肩書で、芸人が同行する。「東洋の真珠」と呼ばれた若き日のデヴィ夫人の写真をオープニングに使用していることや、「執事」が「デビューいただきました」という言葉でロケを締めくくることが特徴。
新型コロナウイルスへの感染が拡大している2020年4月下旬以降は、ロケを休止したうえで、デヴィ夫人が自宅から生中継で出演する企画へ暫定的に変更。デヴィ夫人がこれまで知らなかった便利グッズ（日用品や家電製品など）をテーマに、「執事」からデヴィ夫人にクイズを出題してから、デヴィ夫人が現物を自宅で初めて使う模様を生放送で紹介している。ちなみに、「執事」はデヴィ夫人と別に、あらかじめ収録した映像へ登場。グッズのプレゼンター役も担う。
番組開始から2020年6月27日までは毎週放送されていたが、同年7月以降は、隔週ペースでの放送へ移行した。

## ショートドラマ放送リスト

### イケメシ
※括弧は放送当時の所属グループ。
2020年
| 回 | 放送日   | サブタイトル                           | 出演者×話題メシ                       |
| -- | -------- | -------------------------------------- | ------------------------------------- |
| 1  | 04月04日 |                                        | 神尾楓珠                              |
| 2  | 04月11日 |                                        | 一ノ瀬颯×絶品ステーキ丼               |
| 3  | 04月18日 | ギャップ萌え餃子編                     | 小関裕太×ギャップ萌え餃子             |
| 4  | 04月25日 | 優しく包んで♥ ハンバーガー編           | 榊原徹士（吉本坂46）×極上ハンバーガー |
| 5  | 05月02日 |                                        | 梶原颯（吉本坂46）×とろとろオムライス |
| 6  | 05月09日 | 私も変えて！煮込みプレート編           | 鍵本輝（Lead）×至極の煮込みプレート   |
| 7  | 05月16日 | 八方美人に振り回されて…具沢山ピザ編    | 大倉士門×絶品具沢山ピザ               |
| 8  | 05月23日 | 奏でろハーモニー！四重奏バーガー編     | 桐山漣×バーガー四重奏                 |
| 9  | 05月30日 | 恋とカレーは甘口なんかじゃ物足りない編 | 桐山漣×スパイスたっぷり薬膳カレー     |

| 回 | 放送日   | 各話   | サブタイトル             | 出演者                  |
| -- | -------- | ------ | ------------------------ | ----------------------- |
| 10 | 06月06日 | 第1話  | 隣に引っ越してきた同級生 | 竹内颯 （演：赤楚衛二） |
| 10 | 06月13日 | 第2話  | 約束のデート             | 竹内颯 （演：赤楚衛二） |
| 10 | 06月20日 | 第3話  | 謎の女性の正体           | 竹内颯 （演：赤楚衛二） |
| 10 | 06月27日 | 最終話 | 2人の恋の行方            | 竹内颯 （演：赤楚衛二） |

### イケドラ
※括弧は放送当時の所属グループ。（声）は声の出演。
| 回 | 放送日   | 各話   | サブタイトル                 | 出演者                              |
| -- | -------- | ------ | ---------------------------- | ----------------------------------- |
| 1  | 07月04日 | 第1話  | 運命の再会                   | 伊藤あさひ                          |
| 1  | 07月11日 | 第2話  | 本当の夢                     | 伊藤あさひ                          |
| 1  | 07月18日 | 第3話  | 一球入魂                     | 伊藤あさひ                          |
| 1  | 07月25日 | 最終話 | 勝負の日                     | 伊藤あさひ                          |
| 2  | 08月01日 | 第1話  | 最悪な出会い                 | 森崎ウィン 水瀬いのり（声）         |
| 2  | 08月08日 | 第2話  | 縮まる距離                   | 森崎ウィン 水瀬いのり（声）         |
| 2  | 08月15日 | 第3話  | あなたと見る景色             | 森崎ウィン 水瀬いのり（声）         |
| 2  | 08月22日 | 第4話  | 最後のレッスン               | 森崎ウィン 水瀬いのり（声）         |
| 2  | 08月29日 | 最終話 | 夏の終わり                   | 森崎ウィン 水瀬いのり（声）         |
| 3  | 09月05日 | 第1話  | 異動してきた彼               | 佐藤寛太 （劇団EXILE） 榊乃瑞（声） |
| 3  | 09月12日 | 第2話  | 2人で過ごす時間              | 佐藤寛太 （劇団EXILE） 榊乃瑞（声） |
| 3  | 09月19日 | 第3話  | 噂の関係                     | 佐藤寛太 （劇団EXILE） 榊乃瑞（声） |
| 3  | 09月26日 | 最終話 | 金曜日の夜                   | 佐藤寛太 （劇団EXILE） 榊乃瑞（声） |
| 4  | 10月03日 | 第1話  | 文学系男子との出会い         | 小関裕太 上坂すみれ（声）           |
| 4  | 10月10日 | 第2話  | 彼の意外な夢                 | 小関裕太 上坂すみれ（声）           |
| 4  | 10月17日 | 第3話  | 思いがけないデート           | 小関裕太 上坂すみれ（声）           |
| 4  | 10月24日 | 第4話  | 人生をかけた探しもの         | 小関裕太 上坂すみれ（声）           |
| 4  | 10月31日 | 最終話 |                              | 小関裕太 上坂すみれ（声）           |
| 5  | 11月07日 | 第1話  | 先輩との出会い               | 飯島寛騎 渡部夢（声）               |
| 5  | 11月14日 | 第2話  | 動き始めた恋心               | 飯島寛騎 渡部夢（声）               |
| 5  | 11月21日 | 第3話  | まさかの告白                 | 飯島寛騎 渡部夢（声）               |
| 5  | 11月28日 | 最終話 | 色づく紅葉と恋心             | 飯島寛騎 渡部夢（声）               |
| 6  | 12月05日 | 第1話  | 偶然の再会                   | 神尾楓珠 雨宮天（声）               |
| 6  | 12月12日 | 第2話  | サンタクロースは頑張り屋さん | 神尾楓珠 雨宮天（声）               |
| 6  | 12月19日 | 第3話  | 初めての共同作業！？         | 神尾楓珠 雨宮天（声）               |
| 6  | 12月26日 | 最終話 | ずっと伝えたかったこと       | 神尾楓珠 雨宮天（声）               |

| 回 | 放送日   | 各話   | サブタイトル                 | 出演者                                                                                     |
| -- | -------- | ------ | ---------------------------- | ------------------------------------------------------------------------------------------ |
| 7  | 01月09日 | 第1話  | だらしないエース             | 岩永徹也 下重彩花（声）                                                                    |
| 7  | 01月16日 | 第2話  | まさかのハプニング           | 岩永徹也 下重彩花（声）                                                                    |
| 7  | 01月23日 | 第3話  | 辞めるの？辞めないの？       | 岩永徹也 下重彩花（声）                                                                    |
| 7  | 01月30日 | 最終話 | 彼が伝えたいこと             | 岩永徹也 下重彩花（声）                                                                    |
| 8  | 02月06日 | 第1話  | 彼の正体                     | 崎山つばさ 佐倉綾音（声）                                                                  |
| 8  | 02月13日 | 第2話  | 危険な視線                   | 崎山つばさ 佐倉綾音（声）                                                                  |
| 8  | 02月20日 | 第3話  | スキャンダルの代償           | 崎山つばさ 佐倉綾音（声）                                                                  |
| 8  | 02月27日 | 最終話 | 最後のデート                 | 崎山つばさ 佐倉綾音（声）                                                                  |
| 9  | 03月06日 | 第1話  | 私は桜が嫌いだ               | 曽田陵介 那須泰斗 神凪聖奈（声）                                                           |
| 9  | 03月13日 | 第2話  | 私を振った彼との再会         | 曽田陵介 那須泰斗 神凪聖奈（声）                                                           |
| 9  | 03月20日 | 第3話  | 桜を好きにさせてやる         | 曽田陵介 那須泰斗 神凪聖奈（声）                                                           |
| 9  | 03月27日 | 最終話 | “桜が嫌い”を卒業した日       | 曽田陵介 那須泰斗 神凪聖奈（声）                                                           |
| 10 | 04月03日 | 第1話  | ベゴニアの花言葉             | 橋本涼 （HiHi Jets／ジャニーズJr.） 森本愛未（声）                                         |
| 10 | 04月10日 | 第2話  | 初めての共同作業             | 橋本涼 （HiHi Jets／ジャニーズJr.） 森本愛未（声）                                         |
| 10 | 04月17日 | 第3話  | お手伝いのお礼に…            | 橋本涼 （HiHi Jets／ジャニーズJr.） 森本愛未（声）                                         |
| 10 | 04月24日 | 最終話 | ベゴニアの花束               | 橋本涼 （HiHi Jets／ジャニーズJr.） 森本愛未（声）                                         |
| 11 | 05月01日 | 第1話  | 行きつけの美容院             | 瀬戸利樹 内田真礼（声）                                                                    |
| 11 | 05月08日 | 第2話  | 謎の女                       | 瀬戸利樹 内田真礼（声）                                                                    |
| 11 | 05月15日 | 第3話  | 利樹のこと好きなの           | 瀬戸利樹 内田真礼（声）                                                                    |
| 11 | 05月22日 | 第4話  | 直接対決                     | 瀬戸利樹 内田真礼（声）                                                                    |
| 11 | 05月29日 | 最終話 | 君を世界一可愛くしてみせる   | 瀬戸利樹 内田真礼（声）                                                                    |
| 12 | 06月05日 | 第1話  | 大人になった弟の友達         | 中田圭祐 茅野愛衣（声）                                                                    |
| 12 | 06月12日 | 第2話  | 私の好きな場所               | 中田圭祐 茅野愛衣（声）                                                                    |
| 12 | 06月19日 | 第3話  | 心の傷                       | 中田圭祐 茅野愛衣（声）                                                                    |
| 12 | 06月26日 | 最終話 | 俺じゃダメ？                 | 中田圭祐 茅野愛衣（声）                                                                    |
| 13 | 07月03日 | 第1話  | あんパンとミックスサンドさん | 高橋優斗 （HiHi Jets／ジャニーズJr.） 加藤舞（声）                                         |
| 13 | 07月10日 | 第2話  | 失敗続きの頑張り屋さん       | 高橋優斗 （HiHi Jets／ジャニーズJr.） 加藤舞（声）                                         |
| 13 | 07月17日 | 第3話  | 勝負のカツサンド             | 高橋優斗 （HiHi Jets／ジャニーズJr.） 加藤舞（声）                                         |
| 13 | 07月31日 | 最終話 | パン屋さんに通うワケ         | 高橋優斗 （HiHi Jets／ジャニーズJr.） 加藤舞（声）                                         |
| 14 | 08月07日 | 第1話  | 思いがけない再会             | 中川大輔 鬼頭明里（声）                                                                    |
| 14 | 08月14日 | 第2話  | せっかく会えたのに…          | 中川大輔 鬼頭明里（声）                                                                    |
| 14 | 08月21日 | 第3話  | 彼との賭け                   | 中川大輔 鬼頭明里（声）                                                                    |
| 14 | 08月28日 | 最終話 | 2人だけの花火大会            | 中川大輔 鬼頭明里（声）                                                                    |
| 15 | 09月04日 | 第1話  | はじめての農業体験           | 稲葉友 大幡しえり 森木林（声）                                                             |
| 15 | 09月11日 | 第2話  | 右耳のピアス                 | 稲葉友 大幡しえり 森木林（声）                                                             |
| 15 | 09月18日 | 第3話  | いなくなった彼               | 稲葉友 大幡しえり 森木林（声）                                                             |
| 15 | 09月25日 | 最終話 | 内定                         | 稲葉友 大幡しえり 森木林（声）                                                             |
| 16 | 10月02日 | 第1話  | やんちゃな先輩               | 中村嶺亜 （7 MEN 侍／ジャニーズJr.） 本髙克樹 （7 MEN 侍／ジャニーズJr.） 広瀬黄菜子（声） |
| 16 | 10月09日 | 第2話  | 2人の関係                    | 中村嶺亜 （7 MEN 侍／ジャニーズJr.） 本髙克樹 （7 MEN 侍／ジャニーズJr.） 広瀬黄菜子（声） |
| 16 | 10月16日 | 第3話  | 俺じゃダメか？               | 中村嶺亜 （7 MEN 侍／ジャニーズJr.） 本髙克樹 （7 MEN 侍／ジャニーズJr.） 広瀬黄菜子（声） |
| 16 | 10月23日 | 第4話  | 直接対決                     | 中村嶺亜 （7 MEN 侍／ジャニーズJr.） 本髙克樹 （7 MEN 侍／ジャニーズJr.） 広瀬黄菜子（声） |
| 16 | 10月30日 | 最終話 | 私が選んだのは…              | 中村嶺亜 （7 MEN 侍／ジャニーズJr.） 本髙克樹 （7 MEN 侍／ジャニーズJr.） 広瀬黄菜子（声） |
| 17 | 11月06日 | 第1話  | ドラマみたいな出会い         | 岐洲匠 大西萌永（声）                                                                      |
| 17 | 11月13日 | 第2話  | 人間失格                     | 岐洲匠 大西萌永（声）                                                                      |
| 17 | 11月20日 | 第3話  | 僕が守るから                 | 岐洲匠 大西萌永（声）                                                                      |
| 17 | 11月27日 | 最終話 | 月あかりの下で               | 岐洲匠 大西萌永（声）                                                                      |
| 18 | 12月04日 | 第1話  | 14年ぶりの再会               | 浮所飛貴 （美 少年／ジャニーズJr.） 二宮優渚（声）                                         |
| 18 | 12月11日 | 第2話  | 空白の14年間                 | 浮所飛貴 （美 少年／ジャニーズJr.） 二宮優渚（声）                                         |
| 18 | 12月18日 | 第3話  | 最後の演奏                   | 浮所飛貴 （美 少年／ジャニーズJr.） 二宮優渚（声）                                         |
| 18 | 12月25日 | 最終話 | 迎えに来たよ                 | 浮所飛貴 （美 少年／ジャニーズJr.） 二宮優渚（声）                                         |

| 回 | 放送日   | 各話   | サブタイトル                    | 出演者                                                                                               |
| -- | -------- | ------ | ------------------------------- | --- |
| 19 | 01月08日 | 第1話  | 訳ありシェフと金なし彼女        | 福山翔大 丸毛夢佳（声）                                                                              |
| 19 | 01月15日 | 第2話  | どいて？                        | 福山翔大 丸毛夢佳（声）                                                                              |
| 19 | 01月22日 | 第3話  | 不意のキス                      | 福山翔大 丸毛夢佳（声）                                                                              |
| 19 | 01月29日 | 最終話 | 特別なお客さん                  | 福山翔大 丸毛夢佳（声）                                                                              |
| 20 | 02月05日 | 第1話  | 謎の舌打ち                      | 甲斐翔真 柳田祐佳（声）                                                                              |
| 20 | 02月12日 | 第2話  | アイツには気をつけろ            | 甲斐翔真 柳田祐佳（声）                                                                              |
| 20 | 02月19日 | 第3話  | 助けて…                         | 甲斐翔真 柳田祐佳（声）                                                                              |
| 20 | 02月26日 | 最終話 | 僕じゃダメかな？                | 甲斐翔真 柳田祐佳（声）                                                                              |
| 21 | 03月05日 | 第1話  | 恋はノーブレーキ                | 駒木根葵汰 大西萌永（声）                                                                            |
| 21 | 03月12日 | 第2話  | 衝撃の初デート                  | 駒木根葵汰 大西萌永（声）                                                                            |
| 21 | 03月19日 | 第3話  | 君の名は                        | 駒木根葵汰 大西萌永（声）                                                                            |
| 21 | 03月26日 | 最終話 | 君のヒーロー                    | 駒木根葵汰 大西萌永（声）                                                                            |
| 22 | 04月02日 | 第1話  | 2人の推しメン                   | 七五三掛龍也 （Travis Japan／ジャニーズJr.） 松倉海斗 （Travis Japan／ジャニーズJr.） 丸毛夢佳（声） |
| 22 | 04月09日 | 第2話  | 私の味方                        | 七五三掛龍也 （Travis Japan／ジャニーズJr.） 松倉海斗 （Travis Japan／ジャニーズJr.） 丸毛夢佳（声） |
| 22 | 04月16日 | 第3話  | 最後のデート                    | 七五三掛龍也 （Travis Japan／ジャニーズJr.） 松倉海斗 （Travis Japan／ジャニーズJr.） 丸毛夢佳（声） |
| 22 | 04月23日 | 第4話  | 突然の失踪                      | 七五三掛龍也 （Travis Japan／ジャニーズJr.） 松倉海斗 （Travis Japan／ジャニーズJr.） 丸毛夢佳（声） |
| 22 | 04月30日 | 最終話 | 究極の選択                      | 七五三掛龍也 （Travis Japan／ジャニーズJr.） 松倉海斗 （Travis Japan／ジャニーズJr.） 丸毛夢佳（声） |
| 23 | 05月07日 | 第1話  | 水もしたたるイイ男              | 濱田龍臣 近藤深沙（声）                                                                              |
| 23 | 05月14日 | 第2話  | 招かれざる客                    | 濱田龍臣 近藤深沙（声）                                                                              |
| 23 | 05月21日 | 第3話  | 十字傷の秘密                    | 濱田龍臣 近藤深沙（声）                                                                              |
| 23 | 05月28日 | 最終話 | 女将道                          | 濱田龍臣 近藤深沙（声）                                                                              |
| 24 | 06月04日 | 第1話  | ちょっとあぶない刑事            | 浅香航大 平尾夏愛（声）                                                                              |
| 24 | 06月11日 | 第2話  | はぐれ刑事 熱血派               | 浅香航大 平尾夏愛（声）                                                                              |
| 24 | 06月18日 | 第3話  | SHOW TIME                       | 浅香航大 平尾夏愛（声）                                                                              |
| 24 | 06月25日 | 最終話 | 恋の逮捕劇                      | 浅香航大 平尾夏愛（声）                                                                              |
| 25 | 07月02日 | 第1話  | 鉄の掟                          | 中山優馬 二宮優渚（声）                                                                              |
| 25 | 07月09日 | 第2話  | 許されざる関係                  | 中山優馬 二宮優渚（声）                                                                              |
| 25 | 07月16日 | 第3話  | こりない2人                     | 中山優馬 二宮優渚（声）                                                                              |
| 25 | 07月23日 | 第4話  | 2人だけの秘密                   | 中山優馬 二宮優渚（声）                                                                              |
| 25 | 07月30日 | 最終話 | 恋と仕事どっちを取るの？        | 中山優馬 二宮優渚（声）                                                                              |
| 26 | 08月06日 | 第1話  | あなたは何者…？                 | 菅田琳寧 （7 MEN 侍／ジャニーズJr.） 神谷明日香（声）                                                |
| 26 | 08月13日 | 第2話  | 暑苦しい男                      | 菅田琳寧 （7 MEN 侍／ジャニーズJr.） 神谷明日香（声）                                                |
| 26 | 08月20日 | 第3話  | やっと見つけたよ                | 菅田琳寧 （7 MEN 侍／ジャニーズJr.） 神谷明日香（声）                                                |
| 26 | 08月27日 | 最終話 | 彼女の平和は俺が守る            | 菅田琳寧 （7 MEN 侍／ジャニーズJr.） 神谷明日香（声）                                                |
| 27 | 09月03日 | 第1話  | サプライズ告白                  | 松岡広大                                                                                             |
| 27 | 09月10日 | 第2話  | 同じ顔した男                    | 松岡広大                                                                                             |
| 27 | 09月17日 | 第3話  | 因縁の兄弟                      | 松岡広大                                                                                             |
| 27 | 09月24日 | 最終話 | 兄VS弟 私をめぐる兄弟ケンカ！？ | 松岡広大                                                                                             |
| 28 | 10月01日 | 第1話  | 恋愛の秋                        | 小西詠斗                                                                                             |
| 28 | 10月08日 | 第2話  | ツンデレなお隣さん              | 小西詠斗                                                                                             |
| 28 | 10月15日 | 第3話  | ファンとアンチ                  | 小西詠斗                                                                                             |
| 28 | 10月22日 | 第4話  | 崖っぷちYouTuber                | 小西詠斗                                                                                             |
| 28 | 10月29日 | 最終話 | 真犯人                          | 小西詠斗                                                                                             |
| 29 | 11月05日 | 第1話  | 訳ありの弁当屋さん              | 内村颯太 （少年忍者／ジャニーズJr.）                                                                 |
| 29 | 11月12日 | 第2話  | ワタシVSリカコ                  | 内村颯太 （少年忍者／ジャニーズJr.）                                                                 |
| 29 | 11月19日 | 第3話  | 御曹司 VS 親父                  | 内村颯太 （少年忍者／ジャニーズJr.）                                                                 |
| 29 | 11月26日 | 最終話 | 御曹司 VS 親父 The Final        | 内村颯太 （少年忍者／ジャニーズJr.）                                                                 |
| 30 | 12月03日 | 第1話  | 思わぬクリスマスプレゼント      | 井上瑞稀 （HiHi Jets／ジャニーズJr.）                                                                |
| 30 | 12月10日 | 第2話  | グラサンタからの脱出            | 井上瑞稀 （HiHi Jets／ジャニーズJr.）                                                                |
| 30 | 12月17日 | 第3話  | 残り1分の命                     | 井上瑞稀 （HiHi Jets／ジャニーズJr.）                                                                |
| 30 | 12月24日 | 第4話  | 命をかけた超難問                | 井上瑞稀 （HiHi Jets／ジャニーズJr.）                                                                |
| 30 | 12月31日 | 最終話 | グラサンタからのメッセージ      | 井上瑞稀 （HiHi Jets／ジャニーズJr.）                                                                |

| 回 | 放送日   | 各話   | サブタイトル                      | 出演者                                                |
| -- | -------- | ------ | --------------------------------- | ----------------------------------------------------- |
| 31 | 01月07日 | 第1話  | 初詣のお願い                      | 木戸大聖 上辻優美（声）                               |
| 31 | 01月14日 | 第2話  | 超能力女子                        | 木戸大聖 上辻優美（声）                               |
| 31 | 01月21日 | 第3話  | 運命の人が2人！？                 | 木戸大聖 上辻優美（声）                               |
| 31 | 01月28日 | 最終話 | ツンデレ上司にコクらせたい        | 木戸大聖 上辻優美（声）                               |
| 32 | 02月04日 | 第1話  | さわやかスポーツマン              | 綱啓永 大西萌永（声）                                 |
| 32 | 02月11日 | 第2話  | 伝説の漢                          | 綱啓永 大西萌永（声）                                 |
| 32 | 02月18日 | 第3話  | ゲレンデの刺客                    | 綱啓永 大西萌永（声）                                 |
| 32 | 02月25日 | 最終話 | 頂上決戦                          | 綱啓永 大西萌永（声）                                 |
| 33 | 03月04日 | 第1話  | 八村ファミリー                    | 八村倫太郎 （WATWING）                                |
| 33 | 03月11日 | 第2話  | 一つ屋根の下                      | 八村倫太郎 （WATWING）                                |
| 33 | 03月18日 | 第3話  | 思わせぶりなお兄ちゃん            | 八村倫太郎 （WATWING）                                |
| 33 | 03月25日 | 最終話 | 好きになんかならない？            | 八村倫太郎 （WATWING）                                |
| 34 | 04月01日 | 第1話  | 私たちの青春                      | 黒田光輝 （少年忍者／ジャニーズJr.） 野田絵利香（声） |
| 34 | 04月08日 | 第2話  | 忘れられないカーテンkiss          | 黒田光輝 （少年忍者／ジャニーズJr.） 野田絵利香（声） |
| 34 | 04月15日 | 第3話  | 私の光輝を返して！                | 黒田光輝 （少年忍者／ジャニーズJr.） 野田絵利香（声） |
| 34 | 04月22日 | 第4話  | タイムリープkiss                  | 黒田光輝 （少年忍者／ジャニーズJr.） 野田絵利香（声） |
| 34 | 04月29日 | 最終話 | 黒田光輝♥奪還作戦                 | 黒田光輝 （少年忍者／ジャニーズJr.） 野田絵利香（声） |
| 35 | 05月06日 | 第1話  | 意味深な亮太くん                  | 小林亮太 大西萌永（声）                               |
| 35 | 05月13日 | 第2話  | 君のことなら何でも知っている      | 小林亮太 大西萌永（声）                               |
| 35 | 05月20日 | 第3話  | 元カレと名乗る謎のイケメン        | 小林亮太 大西萌永（声）                               |
| 35 | 05月27日 | 最終話 | また君に恋できる？                | 小林亮太 大西萌永（声）                               |
| 36 | 06月03日 | 第1話  | 謎めいた事務員！？                | 近藤頌利 （劇団Patch） 野田絵利香（声）               |
| 36 | 06月10日 | 第2話  | 気弱なハードパンチャー            | 近藤頌利 （劇団Patch） 野田絵利香（声）               |
| 36 | 06月17日 | 第3話  | この試合には必勝法がある          | 近藤頌利 （劇団Patch） 野田絵利香（声）               |
| 36 | 06月24日 | 最終話 | 決めろ！ラブサイクロン            | 近藤頌利 （劇団Patch） 野田絵利香（声）               |
| 37 | 07月01日 | 第1話  | わんダフル獣医さん                | 市川知宏 岩西里緒（声）                               |
| 37 | 07月08日 | 第2話  | 犬キュンドラマ 〜愛犬になった私〜 | 市川知宏 岩西里緒（声）                               |
| 37 | 07月15日 | 第3話  | 犬の名は。                        | 市川知宏 岩西里緒（声）                               |
| 37 | 07月22日 | 第4話  | 犬（ワン）チャンスにかける！      | 市川知宏 岩西里緒（声）                               |
| 37 | 07月29日 | 最終話 | “愛犬”が本当に伝えたかったこと…   | 市川知宏 岩西里緒（声）                               |
| 38 | 08月05日 | 第1話  | 真夏のロマンス大回転              | 金指一世 （美 少年／ジャニーズJr.） 吉田菜々美（声）  |
| 38 | 08月12日 | 第2話  | 真夏の王様                        | 金指一世 （美 少年／ジャニーズJr.） 吉田菜々美（声）  |
| 38 | 08月19日 | 第3話  | 恋は灼熱“真夏の攻防戦”            | 金指一世 （美 少年／ジャニーズJr.） 吉田菜々美（声）  |
| 38 | 08月26日 | 最終話 | 彼は誰の王子様？                  | 金指一世 （美 少年／ジャニーズJr.） 吉田菜々美（声）  |
| 39 | 09月02日 | 第1話  | 私の“推し”の子                    | 小宮璃央 北野柚華（声）                               |
| 39 | 09月09日 | 第2話  | 真夏のロマンス大回転              | 小宮璃央 北野柚華（声）                               |
| 39 | 09月16日 | 第3話  | ラスボス現る！？                  | 小宮璃央 北野柚華（声）                               |
| 39 | 09月23日 | 第4話  | 私と世界平和…どっちが大事？       | 小宮璃央 北野柚華（声）                               |
| 39 | 09月30日 | 最終話 | ヒーローマンVSデスキング          | 小宮璃央 北野柚華（声）                               |
| 40 | 10月07日 | 第1話  | 耳キュンラブストーリー            | 西岡星汰                                              |
| 40 | 10月14日 | 第2話  | マジで始まる5秒前                 | 西岡星汰                                              |
| 40 | 10月21日 | 第3話  | 白馬の王子様 降臨                 | 西岡星汰                                              |
| 40 | 10月28日 | 最終話 | 鼓膜をふるわす I LOVE YOU         | 西岡星汰                                              |
| 41 | 11月04日 | 第1話  | 出るとウワサの物件                | 四谷真佑 （OCTPATH）                                  |
| 41 | 11月11日 | 第2話  | 彼の副業は陰陽師！？              | 四谷真佑 （OCTPATH）                                  |
| 41 | 11月18日 | 第3話  | やんごとなき 恋の陰陽師           | 四谷真佑 （OCTPATH）                                  |
| 41 | 11月25日 | 最終話 | 祓えぬ謎の病                      | 四谷真佑 （OCTPATH）                                  |
| 42 | 12月02日 | 第1話  | わたし史上最高のモテ期            | 中川勝就（OWV） 本田康祐（OWV） 三昌楓（声）          |
| 42 | 12月09日 | 第2話  | 絶対死守！1億円の契約書           | 中川勝就（OWV） 本田康祐（OWV） 三昌楓（声）          |
| 42 | 12月16日 | 第3話  | 最強の先輩と最弱の後輩            | 中川勝就（OWV） 本田康祐（OWV） 三昌楓（声）          |
| 42 | 12月23日 | 第4話  | 強くなれ！！中川                  | 中川勝就（OWV） 本田康祐（OWV） 三昌楓（声）          |
| 42 | 12月30日 | 最終話 | 彼女を守れ！愛パンチ              | 中川勝就（OWV） 本田康祐（OWV） 三昌楓（声）          |

| 回 | 放送日   | 各話   | サブタイトル                     | 出演者                                           |
| -- | -------- | ------ | -------------------------------- | ------------------------------------------------ |
| 43 | 01月06日 | 第1話  | ショートケーキな恋がしたい       | 中沢元紀 藤井琴音（声）                          |
| 43 | 01月13日 | 第2話  | フィアンセより愛をこめて         | 中沢元紀 藤井琴音（声）                          |
| 43 | 01月20日 | 第3話  | 彼の恋路はミルクレープ           | 中沢元紀 藤井琴音（声）                          |
| 43 | 01月27日 | 最終話 | 2人は分かれる運命？              | 中沢元紀 藤井琴音（声）                          |
| 44 | 02月03日 | 第1話  | 涙の結婚式                       | 定本楓馬 野田絵利香（声）                        |
| 44 | 02月10日 | 第2話  | 1人ぼっちの結婚式                | 定本楓馬 野田絵利香（声）                        |
| 44 | 02月17日 | 第3話  | 傷口にキッス                     | 定本楓馬 野田絵利香（声）                        |
| 44 | 02月24日 | 最終話 | 不意打ちのキッス                 | 定本楓馬 野田絵利香（声）                        |
| 45 | 03月02日 | 第1話  | 華麗なるフェンサー王子           | 西垣匠 藤井琴音（声）                            |
| 45 | 03月09日 | 第2話  | 豹変系男子                       | 西垣匠 藤井琴音（声）                            |
| 45 | 03月16日 | 第3話  | 恋のスパルタ特訓                 | 西垣匠 藤井琴音（声）                            |
| 45 | 03月23日 | 第4話  | 弱点み～っけ！！                 | 西垣匠 藤井琴音（声）                            |
| 45 | 03月30日 | 最終話 | 最後のヒトツキ                   | 西垣匠 藤井琴音（声）                            |
| 46 | 04月06日 | 第1話  | 運命の養生テープ                 | 内藤秀一郎 山﨑優衣（声）                        |
| 46 | 04月13日 | 第2話  | この恋バミらせていただきます     | 内藤秀一郎 山﨑優衣（声）                        |
| 46 | 04月20日 | 第3話  | 恋の手ブレ補正                   | 内藤秀一郎 山﨑優衣（声）                        |
| 46 | 04月27日 | 最終話 | 2人の恋路もオールアップ！？      | 内藤秀一郎 山﨑優衣（声）                        |
| 47 | 05月04日 | 第1話  | 恋するフォーチュン胸筋           | 濱尾ノリタカ 小林萌恵（声）                      |
| 47 | 05月11日 | 第2話  | 意味深ブレスレット               | 濱尾ノリタカ 小林萌恵（声）                      |
| 47 | 05月18日 | 第3話  | メイクポーチの誘惑               | 濱尾ノリタカ 小林萌恵（声）                      |
| 47 | 05月25日 | 最終話 | 忍びよる女性の影                 | 濱尾ノリタカ 小林萌恵（声）                      |
| 48 | 06月01日 | 第1話  | 夢のハンサムバーガー             | 草川直弥 （ONE N' ONLY） 木瀬哲弥 堀口加奈（声） |
| 48 | 06月08日 | 第2話  | クール系ハンサムの逆襲           | 草川直弥 （ONE N' ONLY） 木瀬哲弥 堀口加奈（声） |
| 48 | 06月15日 | 第3話  | 波乱の鍋パ 開幕                  | 草川直弥 （ONE N' ONLY） 木瀬哲弥 堀口加奈（声） |
| 48 | 06月22日 | 第4話  | 第三ハンサム、襲来               | 草川直弥 （ONE N' ONLY） 木瀬哲弥 堀口加奈（声） |
| 48 | 06月29日 | 最終話 | マイ・フェイバリット・ハンサム   | 草川直弥 （ONE N' ONLY） 木瀬哲弥 堀口加奈（声） |
| 49 | 07月06日 | 第1話  | 七夕の悲劇                       | 池田匡志 山﨑優衣（声）                          |
| 49 | 07月13日 | 第2話  | この恋、延滞させていただきます！ | 池田匡志 山﨑優衣（声）                          |
| 49 | 07月20日 | 第3話  | 明日は誰かの彼氏？               | 池田匡志 山﨑優衣（声）                          |
| 49 | 07月27日 | 最終話 | LAST レンタル                    | 池田匡志 山﨑優衣（声）                          |
| 50 | 08月03日 | 第1話  | 真夏の熱闘恋子園                 | 兵頭功海 大塚心（声）                            |
| 50 | 08月10日 | 第2話  | バレるな危険！くっつけ大作戦     | 兵頭功海 大塚心（声）                            |
| 50 | 08月17日 | 第3話  | 恋のトラブル警報                 | 兵頭功海 大塚心（声）                            |
| 50 | 08月24日 | 第4話  | ミッション失敗の危機！？         | 兵頭功海 大塚心（声）                            |
| 50 | 08月31日 | 最終話 | くっつけ大作戦 ザ・ファイナル    | 兵頭功海 大塚心（声）                            |
| 51 | 09月07日 | 第1話  | 正体不明の謎レター               | 高野洸 黒木陽月（声）                            |
| 51 | 09月14日 | 第2話  | タイムスリップドライバー         | 高野洸 黒木陽月（声）                            |
| 51 | 09月21日 | 第3話  | 忘れたい過去の手がかり           | 高野洸 黒木陽月（声）                            |
| 51 | 09月28日 | 最終話 | This is My Destiny               | 高野洸 黒木陽月（声）                            |
| 52 | 10月05日 | 第1話  | 後輩くんはトラブルメーカー       | 志賀李玖（ICEx） 塚本心（声）                    |
| 52 | 10月12日 | 第2話  | ホテルマン道～秘密の特訓編～     | 志賀李玖（ICEx） 塚本心（声）                    |
| 52 | 10月19日 | 第3話  | ホテルマン道～恋の修行編～       | 志賀李玖（ICEx） 塚本心（声）                    |
| 53 | 11月02日 | 第1話  | 新進気鋭の婚活社長               | 本田響矢 塚本心（声）                            |
| 53 | 11月09日 | 第2話  | 恋愛下手な敏腕社長               | 本田響矢 塚本心（声）                            |
| 53 | 11月16日 | 第3話  | デート講座 上級編                | 本田響矢 塚本心（声）                            |
| 53 | 11月23日 | 第4話  | 婚活社長の1位指名                | 本田響矢 塚本心（声）                            |
| 53 | 11月30日 | 最終話 | 最終講座 愛の告白編              | 本田響矢 塚本心（声）                            |
| 54 | 12月07日 | 第1話  | 失敗知らずのヤンチャモデル       | YU 塚本心（声）                                  |
| 54 | 12月14日 | 第2話  | あなたは誰？                     | YU 塚本心（声）                                  |
| 54 | 12月21日 | 第3話  | 替え玉作戦 失敗！？              | YU 塚本心（声）                                  |
| 54 | 12月28日 | 第4話  | バレるな！スキャンダル           | YU 塚本心（声）                                  |

| 回 | 放送日   | 各話   | サブタイトル                                 | 出演者                                   |
| -- | -------- | ------ | -------------------------------------------- | ---------------------------------------- |
| 54 | 01月04日 | 第5話  | 傲慢なYU VS 謙虚なヤン                       | YU 塚本心（声）                          |
| 54 | 01月11日 | 最終話 | 私はどっちに“我愛你（ウォーアイニー）”       | YU 塚本心（声）                          |
| 55 | 01月18日 | 第1話  | ◯◯を持たざる者                               | 阿佐辰美 藤井琴音（声）                  |
| 55 | 01月25日 | 第2話  | スマ恋～スマホがなくても恋できる？～         | 阿佐辰美 藤井琴音（声）                  |
| 55 | 02月01日 | 第3話  | スマホがなくても恋できる？～お屋敷デート編～ | 阿佐辰美 藤井琴音（声）                  |
| 55 | 02月08日 | 第4話  | ラスボス登場 ～水墨画家との恋物語～          | 阿佐辰美 藤井琴音（声）                  |
| 55 | 02月15日 | 第5話  | 極めろ！僕の水墨画道                         | 阿佐辰美 藤井琴音（声）                  |
| 55 | 02月22日 | 最終話 | 水墨画家との恋物語～師匠と決着～             | 阿佐辰美 藤井琴音（声）                  |
| 56 | 03月01日 | 第1話  | ニュース速報は突然に…                        | 樋之津琳太郎 宇賀なつみ 佐々木結菜（声） |
| 56 | 03月08日 | 第2話  | 恋もゾンビもスリリング                       | 樋之津琳太郎 宇賀なつみ 佐々木結菜（声） |
| 56 | 03月15日 | 第3話  | LOVE ZOMBIE（ラブゾンビ）                    | 樋之津琳太郎 宇賀なつみ 佐々木結菜（声） |
| 56 | 03月22日 | 第4話  | 秘密のピンクウォーター                       | 樋之津琳太郎 宇賀なつみ 佐々木結菜（声） |
| 56 | 03月29日 | 最終話 | ゾンビ上等！かかって恋や！                   | 樋之津琳太郎 宇賀なつみ 佐々木結菜（声） |

## 放送休止
- 2021年7月24日は東京オリンピック放送のため、当番組の放送を休止。
- 2024年10月26日は『MLBワールドシリーズ中継 ドジャースvsヤンキース』放送のため、当番組の放送を休止[10][11]。

## ネット局

### 2025年4月から
○…フルネット
△…9:55飛び降り
| 放送対象地域   | 放送局                    | 系列                                         | 放送時間          | 備考       |
| 放送対象地域   | 放送局                    | 系列                                         | 土曜 8:30 - 10:25 | 備考       |
| -------------- | ------------------------- | -------------------------------------------- | ----------------- | ---------- |
| 近畿広域圏     | 関西テレビ（KTV）         | フジテレビ系列                               | ○                 | 【制作局】 |
| 北海道         | 北海道文化放送（uhb）     | フジテレビ系列                               | ○                 |            |
| 岩手県         | 岩手めんこいテレビ（mit） | フジテレビ系列                               | ○                 |            |
| 宮城県         | 仙台放送（OX）            | フジテレビ系列                               | ○                 |            |
| 福島県         | 福島テレビ（FTV）         | フジテレビ系列                               | ○                 |            |
| 関東広域圏     | フジテレビ（CX）          | フジテレビ系列                               | ○                 |            |
| 新潟県         | NST新潟総合テレビ（NST）  | フジテレビ系列                               | ○                 |            |
| 長野県         | 長野放送（NBS）           | フジテレビ系列                               | ○                 |            |
| 静岡県         | テレビ静岡（SUT）         | フジテレビ系列                               | ○                 |            |
| 富山県         | 富山テレビ（BBT）         | フジテレビ系列                               | ○                 |            |
| 石川県         | 石川テレビ（ITC）         | フジテレビ系列                               | ○                 |            |
| 福井県         | 福井テレビ（FTB）         | フジテレビ系列                               | ○                 |            |
| 中京広域圏     | 東海テレビ（THK）         | フジテレビ系列                               | ○                 | [ 12 ]     |
| 島根県・鳥取県 | さんいん中央テレビ（TSK） | フジテレビ系列                               | ○                 |            |
| 岡山県・香川県 | 岡山放送（OHK）           | フジテレビ系列                               | ○                 |            |
| 広島県         | テレビ新広島（TSS）       | フジテレビ系列                               | ○                 |            |
| 愛媛県         | テレビ愛媛（EBC）         | フジテレビ系列                               | ○                 |            |
| 高知県         | 高知さんさんテレビ（KSS） | フジテレビ系列                               | ○                 |            |
| 佐賀県         | サガテレビ（STS）         | フジテレビ系列                               | ○                 |            |
| 長崎県         | テレビ長崎（KTN）         | フジテレビ系列                               | ○                 |            |
| 熊本県         | テレビくまもと（TKU）     | フジテレビ系列                               | ○                 |            |
| 鹿児島県       | 鹿児島テレビ（KTS）       | フジテレビ系列                               | ○                 |            |
| 宮崎県         | テレビ宮崎（UMK）         | フジテレビ系列 日本テレビ系列 テレビ朝日系列 | ○                 |            |
| 秋田県         | 秋田テレビ（AKT）         | フジテレビ系列                               | △                 | [ 13 ]     |
| 山形県         | さくらんぼテレビ（SAY）   | フジテレビ系列                               | △                 | [ 14 ]     |
| 福岡県         | テレビ西日本（TNC）       | フジテレビ系列                               | △                 | [ 15 ]     |
| 沖縄県         | 沖縄テレビ（OTV）         | フジテレビ系列                               | △                 | [ 16 ]     |
| 大分県         | テレビ大分（TOS）         | 日本テレビ系列 フジテレビ系列                | △                 |            |

## 現在のスタッフ
2025年8月以降
- ナレーター：かわたそのこ、中村郁、水瀬みお、政木まさき、大橋雄介・中島めぐみ・岡安譲・林弘典・高橋真理恵（カンテレ）、藤沢としや、吉田圭子、安西なをみ、徳永爽【週替り】
- 構成：佐久間貴司、根宜利彰、野口勉、純子ポッキー、東江和佳子、ほし友実、くらやん【毎週】、下小城愛紀、矢野了平【不定期】
- リサーチ：田原拓郎、竹田凪沙、小林広美、山本恵未夏
- TD／SW：井上佑介・鈴木智雄・西村武純（カンテレ、井上→CAMの回あり、鈴木→以前はSW→CAM、西村→以前はTD／SW／CAM→一時離脱）【週替り】
- VE：結城芳彦・松岡泰助・帆足聡一郎・松井勝正・中川裕貴（カンテレ）、松浦洋輔・山本謙吾・三本菅彰（ウエストワン）【週替り】
- CAM：中山秀一（カンテレ）、河合江里子・山本美咲・濱名嘉之（ウエストワン）【週替り】
- 音声：赤澤和伸・安部智博・長谷川周作・野村理恵・大貫修平（カンテレ、安部・野村・大貫→以前はMA）【週替り】
- 照明：金子宗央・中村貴志・大西祐輔・徳永勤（カンテレ）【週替り】
- 効果：藤原将・篠田竜作（シャガデリック、藤原→MA兼務の回あり）【週替り】
- MA：中道尚宏・上之段剛・倉本実幸・筒井亨・西岡里菜（カンテレ、中道→一時離脱→復帰）、佐藤孝彦・浦嶋静（ウエストワン）【週替り】
- 編集：大塚侑加（イノセント）、小寺崇弘（ウエストワン）、藤崎一成（エビスラボ）【毎週】、森口裕貴・川合尉嗣（ウエストワン、川合→一時離脱→復帰）、山本崇央（wallaby's）、仁部貴史（イングス）、吉原裕樹、山道健史、横山加奈、清水慎恭、長野紘也、工藤大輔、佐藤渚【不定期】
- 美術制作：大石竜也（カンテレ）
- デザイン：井上昭彦（ブロードデザイン）
- 美術進行：磯本則和、宮下直子（つむら工芸）
- 大道具：つむら工芸
- 衣装：東京衣裳
- 装飾：澤田美奈子、三島吾子（高津商会）【週替り】
- 電飾：ズイコー21
- メイク：ビーム
- 園芸：山本幸一（山藤園芸）
- タイトル：伊藤輝里子
- CG：森三平
- TK：白石純子、中嶋多実子【週替り】
- 編成：宮下育雄（カンテレ）
- 宣伝：井上真一・髙原千裕（カンテレ）
- 技術協力：イノセント、ウエストワン、エビスラボ、シャガデリック、studioNest、Daybook、ブロードデザイン、タイトルエイト、アイディアリミックスクラブ【毎週】、wallaby's、SOUND-K、イングス、Google【不定期】
- 美術協力：フジアール
- 制作協力：吉本興業
- テーマ曲：fox capture plan
- 取材協力：キューマン、メディアプルポ、よしもとブロードエンタテインメント【毎週】、ことのはのえ、ゲームボーイズ、BUDDY、CREA5、ロボッツ、クラッチ.、きらきら、映像倶楽部、フレームパンチ【週替り】
- AP：長原千夏、岡田優子
- デスク：小森真由里
- AD：神谷美依奈、山本翔、林原未(三)和、大和田美薫、大谷実由、栗本佳奈、板倉咲華、宮口裕乃介、辻壮一郎、藤井郁任、町田茉央、大西晴奈、中村百花、李未蘭、阿部勇介、永富康太郎、小松大輝、中川晃輝、伊集院仁、横山俊智、冨田有紗、新井龍、大岡瞭輔、中西真由子、松下初音【週替り】
- 協力プロデューサー：真鍋理恵（吉本興業株式会社）
- 取材ディレクター：上瀧孝博（ことのはのえ）、大野祐司、佐伯亮・濱田美佳・岡本圭太・小浴崇慎・堀江拓真・若松雅也（メディアプルポ、濱田→以前はAD、堀江→以前はディレクター→一時離脱、若松→一時離脱→復帰）、吉兼和成（ゲームボーイズ）、石川千成（BUDDY）、山本良太・三橋秀登（インパクト）、森脇芳史（CREA5）、和田善樹・植田政成（ディーレック）、谷村洋平・秀島光樹（ロボッツ）、山本康太、坂上諒・小田晶子（よしもとブロードエンタテインメント、小田→一時離脱→復帰）、重信好輝・吉部珠未・戸田千遥・坂本理世・三浦未来・西田畳（クラッチ.、重信→以前はディレクター）、片平諭、登川直、吉良哲平（きらきら）、對馬久織（映像倶楽部）、吉井大二郎、稲子太(大)輔（キューマン）、中山佐矢、有本匡徳、森本真史、髙(高)野侑里、西野佳、金高奈央、新井裕貴、山本さつき、坂井理世、高谷泰司、棟元奏恵（棟元→以前は毎週AD）、安東勇吾、赤松秀政（カンテレ、以前は毎週AD）、田中悠司、嶋津彰吾、四宮孝史、景山輝之、三谷俊仁【週替り】
- 取材/ディレクター：鴇田哲実（以前は週替りAD）、水島陸（カンテレ、以前はAD）【週替り】
- ディレクター：高山浩児（メディアプルポ）、宮内宏輔（キューマン）、橋本賢史（カンテレ）
- 演出：増倉直人（カンテレ、以前はディレクター）
- プロデューサー：大西文志郎・木下裕正（カンテレ、木下→2024年11月2日-）
- 制作：カンテレコンテンツ統括本部制作局 制作部
- 制作著作：カンテレ

### 過去のスタッフ
- ナレーション：江藤弘平、石田一洋・豊田康雄（カンテレ）
- 構成：青木道弘、國吉咲貴、村田こけし、佐々木貴博、岸本尚久（岸本→一時離脱→復帰）
- リサーチ：若槻春乃、長澤ゆきの
- TP：長田崇（フジテレビ）
- TM／SW：大嶋徹（共テレ）
- CAM：横山和明（カンテレ、現在ウエストワン代表取締役社長）、餅原信一郎、吉田満
- VE：野瀬かおり・小野寺毅（共テレ）
- 音声・MA：宮島雅俊（カンテレ）
- 音声：久馬邦一（共テレ）
- 照明：穴田建二（fmt）、大阪共立、原口祥明（カンテレ）
- MA：黒澤秀一（studioNest）【毎週】、井田憲吾（カンテレ）、岡野登志也、小野慎也、佐野航平
- 編集：沖野裕之（ウエストワン）、岩澤文哉・坂下雄亮（イングス）
- バーチャル：櫻井光太（カンテレ）、谷篤史、秦宗孝
- 装飾：三村つかさ・萬浪隆史（高津商会）
- 電飾：和田剛
- タイトル：上田尚都（タイトルエイト）
- 編成：前洋平・東野和全・木村弥寿彦（カンテレ、木村→以前は2020年9月12日-2022年6月までCP）
- 宣伝：根本杏香・大澤郁予・伊藤万里子・森大成（カンテレ）
- 技術協力：フジテレビ、共同テレビジョン、fmt、レモンスタジオ、産経映画社
- 取材協力：ブリッジ、一歩本舗、インパクト、Dmark、映像倶楽部
- デスク：福田萌真
- AD：鍛治美鈴、吉田伊織、奥田拓也【毎週】、金親珍、小松大輝、山岡大祐（メディアプルポ）、廣瀬美緒
- 協力プロデューサー：牧里子（吉本興業）
- 取材ディレクター：小林潤也・森本真史（クラッチ.）、須増宝代、伊興田萌（ロボッツ）、秋山英一（ブリッジ）、近藤拓也、孫貴志（一歩本舗）、石田悠
- ディレクター：田中祥吾・田村将哉（カンテレ、田村→以前は取材ディレクター）
- 演出：吉川亮太（カンテレ）

## エンディングテーマ
2020年度
- 4～6月度：祇園木﨑&ラニーノーズ洲崎「スターチス」
- 7～9月度：超能力戦士ドリアン「尊み秀吉天下統一」
- 10～12月度：なきごと「春中夢」

2021年度
- 1～3月度：鈴川絢子「ダブルデッカー」
- 4～6月度：つぼみ大革命「Viva!人類」
- 7～9月度：MORISAKI WIN「Fly with me」
- 10～12月度：つぼみ大革命「正念場DoDa」

2022年度
- 1～3月度：なかやまきんに君 & Singing Cosplayer Hikari「お願いマッスル」
- 4～6月度：peeto「WORLD」
- 7～9月度：つぼみ大革命「JOYちむ」
- 10～12月度：美炎-BIEN-「fire nose..」

2023年度
- 1～3月度：SPRINGMAN「still writing...」
- 4～6月度：ZiDol「today is まにまに」
- 7～9月度：
- 10～12月度：ポップしなないで「銀色ナイフ」

2024年度
- 1～3月度：OverTone「最初で最後の」
- 4～6月度：kobore「STRAIGHT SONG」
- 7～9月度：カンミンス「サニーサマーデー」
- 10～12月度：ソンモ「明日への橋」

2025年度
- 1～3月度：XinU「Kiss Kiss Kiss」

※『土曜はナニする!?お正月SP』（2024年1月3日放送）、『土曜はナニする!? presents 土曜はカニする!?北海道で大激突SP』（2025年1月3日放送）はエンディングテーマなし